# I Don't Wanna Stop
I Don't Wanna Stop (Je ne veux pas m'arrêter) est une chanson qui apparait sur l'album Black Rain d'Ozzy Osbourne qui est sorti le 22 mai 2007. La chanson est sortie officiellement le 13 avril à 10 heures du matin sur le site d'Ozzy Osbourne. C'est le premier single extrait de l'album Black Rain (envoyé uniquement aux stations de radio). Elle a récolté beaucoup de succès.
Lors des sessions d'enregistrement de l'album Black Rain, cette chanson s'appelait Over The Top ; elle fut ensuite renommée pour la sortie de l'album
"I Don't Wanna Stop" est dans la bande sonore de 2 jeux vidéo: "Guitar Hero: On Tour" et "Madden NFL 08".